# Campeonato Europeu de Atletismo em Pista Coberta de 2021 - Salto em altura masculino
A prova do salto em altura masculino do Campeonato Europeu de Atletismo em Pista Coberta de 2021 foi disputada entre os dias 4 e 7 de março de 2021 na Arena Toruń, em Toruń, na Polónia.

## Recordes
Antes desta competição, os recordes mundiais e do campeonato nesta prova eram os seguintes:
|                       | Nome             | Nacionalidade      | Altura  | Local            | Data                    |
| --------------------- | ---------------- | ------------------ | ------- | ---------------- | ----------------------- |
| Recorde mundial       | Javier Sotomayor | Cuba               | 2m 43cm | Budapeste        | 4 de março de 1989      |
| Recorde do campeonato | Stefan Holm      | Suécia             | 2m 40cm | Madri            | 6 de março de 2005      |
| Recorde europeu       | Carlo Thränhardt | Alemanha Ocidental | 2m 42cm | Berlim Ocidental | 26 de fevereiro de 1988 |

## Medalhistas
| Ouro                   | Prata                   | Bronze              |
| Maksim Nedasekau (BLR) | Gianmarco Tamberi (ITA) | Thomas Carmoy (BEL) |

## Cronograma
Todos os horários são locais (UTC+1).
| Data       | Hora  | Evento       |
| ---------- | ----- | ------------ |
| 4 de março | 19:00 | Qualificação |
| 7 de março | 11:25 | Final        |

## Resultados

### Qualificação
Qualificação: 2,28 m (Q) ou os 8 melhores qualificados (q).
| Posição | Atleta             | Nacionalidade | 2.04 | 2.10 | 2.16 | 2.21 | 2.25 | 2.28 | Resultados | Notas |
| ------- | ------------------ | ------------- | ---- | ---- | ---- | ---- | ---- | ---- | ---------- | ----- |
| 1       | Maksim Nedasekau   | Bielorrússia  | –    | –    | o    | o    |      |      | 2.21       | q     |
| 1       | Gianmarco Tamberi  | Itália        | –    | –    | o    | o    |      |      | 2.21       | q     |
| 3       | Mateusz Przybylko  | Alemanha      | –    | o    | xo   | o    |      |      | 2.21       | q     |
| 4       | Adrijus Glebauskas | Lituânia      | –    | o    | o    | xo   |      |      | 2.21       | q     |
| 4       | Dmytro Nikitin     | Ucrânia       | –    | o    | o    | xo   |      |      | 2.21       | q     |
| 6       | Tobias Potye       | Alemanha      | –    | o    | xo   | xo   |      |      | 2.21       | q     |
| 7       | Thomas Carmoy      | Bélgica       | –    | o    | o    | xxo  |      |      | 2.21       | q     |
| 8       | Dániel Jankovics   | Hungria       | o    | xo   | o    | xxo  |      |      | 2.21       | q     |
| 9       | Oleh Doroshchuk    | Ucrânia       | o    | o    | o    | xxx  |      |      | 2.16       |       |
| 9       | Tihomir Ivanov     | Bulgária      | –    | –    | o    | xxx  |      |      | 2.16       |       |
| 11      | Jonas Wagner       | Alemanha      | –    | xo   | o    | xxx  |      |      | 2.16       |       |
| 12      | Daniel Kosonen     | Finlândia     | xxo  | o    | o    | xxx  |      |      | 2.16       |       |
| 13      | Joel Khan          | Reino Unido   | –    | xxo  | xxo  | xxx  |      |      | 2.16       |       |
| 14      | Juozas Baikštys    | Lituânia      | –    | o    | xxx  |      |      |      | 2.10       |       |

### Final
A final aconteceu às 11:25 no dia 7 de março de 2021.
| Posição           | Atleta             | Nacionalidade | 2.10 | 2.15 | 2.19 | 2.23 | 2.26 | 2.29 | 2.31 | 2.33 | 2.35 | 2.37 | 2.40 | Resultados | Notas |
| ----------------- | ------------------ | ------------- | ---- | ---- | ---- | ---- | ---- | ---- | ---- | ---- | ---- | ---- | ---- | ---------- | ----- |
| Medalha de ouro   | Maksim Nedasekau   | Bielorrússia  | –    | –    | o    | xo   | o    | xo   | o    | o    | xx–  | o    | xxx  | 2.37       | ,     |
| Medalha de prata  | Gianmarco Tamberi  | Itália        | –    | –    | –    | o    | o    | o    | o    | xo   | xo   | xxx  |      | 2.35       | =     |
| Medalha de bronze | Thomas Carmoy      | Bélgica       | o    | o    | o    | xxo  | o    | xxx  |      |      |      |      |      | 2.26       |       |
| 4                 | Tobias Potye       | Alemanha      | o    | o    | xo   | o    | xo   | xxx  |      |      |      |      |      | 2.26       | =     |
| 5                 | Adrijus Glebauskas | Lituânia      | –    | o    | o    | o    | xxx  |      |      |      |      |      |      | 2.23       |       |
| 5                 | Dmytro Nikitin     | Ucrânia       | o    | o    | o    | o    | xx–  | x    |      |      |      |      |      | 2.23       |       |
| 7                 | Mateusz Przybylko  | Alemanha      | o    | o    | o    | x–   | xr   |      |      |      |      |      |      | 2.19       |       |
| 8                 | Dániel Jankovics   | Hungria       | o    | xo   | o    | xxx  |      |      |      |      |      |      |      | 2.19       |       |

Legenda
| Recorde mundial       | Recorde mundial (World record)               |                       | Recorde africano                      | Recorde africano (African) |                                           | Q | Classificado por posição (Qualified) |
| Recorde do campeonato | Recorde do campeonato (Championship record)  | Recorde da América    | Recorde da América (Americas)         | q                          | Classificado por melhor tempo (Qualified) |   |                                      |
| Melhor marca do ano   | Melhor marca do ano (World leading)          | Recorde asiático      | Recorde asiático (Asian)              | DNS                        | Não largou (Did not start)                |   |                                      |
| Recorde nacional      | Recorde nacional (National record)           | Recorde europeu       | Recorde europeu (European)            | DNF                        | Não terminou (Did not finish)             |   |                                      |
| Recorde pessoal       | Recorde pessoal do atleta (Personal best)    | Recorde da Oceania    | Recorde da Oceania (Oceania)          | DSQ / DQ                   | Desclassificado (Disqualified)            |   |                                      |
| Recorde da temporada  | Recorde da temporada do atleta (Season best) | Recorde sul-americano | Recorde sul-americano (South America) | NM                         | Sem marca (No mark)                       |   |                                      |